# ビュシー＝サン＝ジョルジュ
ビュシー＝サン＝ジョルジュ （Bussy-Saint-Georges）は、フランス、イル＝ド＝フランス地域圏、セーヌ＝エ＝マルヌ県のコミューン。

## 地理
直線距離で、パリの東25.9kmにあり、モーの西19kmのところにある。ディズニーランド・パリとは7km離れている。マルヌ＝ラ＝ヴァレのセクターⅢを構成するコミューンの1つである。
全長12.1kmのゴンドワール川がコミューンを流れる。
コミューンの南側を、高速道路A4が、西側をA104が通る。RER A線のビュシー＝サン＝ジョルジュ駅がある。

## 由来
ビュシーの村落は、841年からVilla Buxidoの名が引用されていた。

## 経済
コミューンは、市街の南側にパルク・ギュスターヴ・エッフェル工業団地をもつ。そこには、テック・データ社、SMEDアルヴァト・サービス、IBM、エア・リキード、アジアランド、トヨタ・マテリアル・ハンドリングなどが進出している。また、高等教育文書技術センター（在パリ・高等教育機関の文書の保存および伝達を担当）と、フランス国立図書館技術センターがある。パルク・ギュスターヴ・エッフェルは、2007年末に、ギャラリー・ラファイエット百貨店の物流倉庫の設置が完了した。

## 人口統計
| 1962年 | 1968年 | 1975年 | 1982年 | 1990年 | 1999年 | 2005年 | 2015年 |
| ------ | ------ | ------ | ------ | ------ | ------ | ------ | ------ |
| 453    | 462    | 441    | 456    | 1545   | 9194   | 16980  | 26346  |

参照元:1962年から1999年までは複数コミューンに住所登録をする者の重複分を除いたもの。それ以降は当該コミューンの人口統計によるもの。1999年までEHESS/Cassini、2006年以降INSEE

## 姉妹都市
- ラドクリフ・オン・トレント、イギリス
- ホルム・ピエレポント、イギリス
- キルヤット・エクロン、イスラエル
- サン・ジュリアーノ・ミラネーゼ、イタリア
- マイニンゲン、ドイツ